# Élections municipales biélorusses de 2024
Les élections municipales biélorusses de 2024 ont lieu le 25 février 2024 afin de renouveler environ 12 000 membres des conseils municipaux de Biélorussie. Des élections législatives ont lieu simultanément.